# Simiskina fulgens
Simiskina fulgens är en fjärilsart som beskrevs av William Lucas Distant 1886. Simiskina fulgens ingår i släktet Simiskina och familjen juvelvingar. Inga underarter finns listade i Catalogue of Life.